# 杜比切-采尔凯夫内市镇
杜比切-采尔凯夫内市镇（波蘭語：Gmina Dubicze Cerkiewne）是波兰波德拉谢省的一个乡村型市镇，隶属于哈伊努夫卡县，治所位于同名城市杜比切-采尔凯夫内。总面积为151.19平方千米，截至2019年6月30日总人口为1511人。